# Frédéric Soguel
Frédéric Soguel (Cortaillod, 6 mei 1841 - Neuchâtel, 21 november 1903) was een Zwitsers politicus.
Frédéric Soguel studeerde rechten aan de Universiteit van Neuchâtel (1853-1860), was vervolgens stagiair in Genève en daarna notaris (1865). Van 1867 tot 1877 was hij griffier en van 1883 tot 1897 was hij vrederechter te Val-de-Ruz. 
Frédéric Soguel was actief voor de Radicale Partij van het kanton Neuchâtel (kantonsafdeling van de federale Vrijzinnig Democratische Partij). Hij was voorzitter van het gemeentebestuur (Conseil Communal) van Cernier van 1888 tot 1891, lid van de Algemene Raad (Conseil Général) van Cernier van 1891 tot 1897 en lid van de Grote Raad van Neuchâtel van 1871 tot 1897. In 1897 werd hij lid van de Staatsraad (Conseil d'État) van Neuchâtel (tot zijn overlijden in 1903) en hij beheerde het departement van Openbare Werken. Van 1900 tot 1901 was hij voorzitter van de Staatsraad (dat wil zeggen regeringsleider) van Neuchâtel.
Van 1902 tot 1903 was hij tevens lid van de Nationale Raad (tweede kamer Bondsvergadering).
Naast zijn juridische en politieke werkzaamheden was Soguel ook oprichter van de krant Le Réveil in 1873 (sinds 1888 Le Neuchâtelois geheten). Hij droeg bij aan de ontwikkeling van de spoorwegen in het kanton Neuchâtel en was gedelegeerde van zijn kanton bij de Chemin de fer Jura-Simplon (Jura-Simplon-Spoorweg). In 1886 stichtte hij de kantonnale landbouwschool.
Frédéric Soguel overleed op 72-jarige leeftijd.